# Côtes-d'Armor
Côtes-d'Armor (22) is een Frans departement in de historische provincie Bretagne. In het Bretons heet het departement Aodoú-an-Arvor, dat is kusten van het land aan de zee.

## Geschiedenis
Het departement was een van de 83 departementen die werden gecreëerd tijdens de Franse Revolutie, op 4 maart 1790 door uitvoering van de wet van 22 december 1789, eigenlijk het voormalige hertogdom van Saint-Brieuc. Gedurende tweehonderd jaar heette het departement Côtes-du-Nord. Reeds vóór 1960 werd een andere naam voorgesteld. Op 27 februari 1990 is de naam veranderd in Côtes-d'Armor, een verfransing van de Bretonse naam. 

## Geografie
Côtes-d'Armor is omgeven door de departementen Finistère in het westen, Morbihan in het zuiden en Ille-et-Vilaine in het oosten.
Côtes-d'Armor bestaat uit de vier arrondissementen:
- Dinan
- Guingamp
- Lannion
- Saint-Brieuc

Côtes-d'Armor heeft 27 kantons:
- Kantons van Côtes-d'Armor

Côtes-d'Armor heeft 372 gemeenten:
- Lijst van gemeenten in het departement Côtes-d'Armor

## Demografie
De inwoners van Côtes-d'Armor heten Costarmoricains.

### Demografische evolutie sinds 1962
| Naam          | Index 1962 | Index 1968 | Index 1975 | Index 1982 | Index 1990 | Index 1999 | Index 2008 | Index 2019 |
| ------------- | ---------- | ---------- | ---------- | ---------- | ---------- | ---------- | ---------- | ---------- |
| Côtes-d'Armor | 100,0      | 100,8      | 104,7      | 107,4      | 107,3      | 108,1      | 115,9      | 119,6      |
| Frankrijk*    | 100,0      | 107,1      | 113,3      | 117,0      | 121,9      | 126,0      | 133,8      | 140,1      |

| Naam          | Inw./Km² 1962 | Inw./km² 1968 | Inw./km² 1975 | Inw./km² 1982 | Inw./km² 1990 | Inw./km² 1999 | Inw./km² 2008 | Inw./km² 2019 |
| ------------- | ------------- | ------------- | ------------- | ------------- | ------------- | ------------- | ------------- | ------------- |
| Côtes-d'Armor | 73,0          | 73,6          | 76,4          | 78,3          | 78,3          | 78,9          | 84,6          | 87,3          |
| Frankrijk*    | 84,2          | 90,1          | 95,4          | 98,5          | 102,7         | 106,1         | 112,7         | 119,7         |

Frankrijk* = exclusief overzeese gebieden
Bron: Recensement Populaire INSEE - 1962 tot 1999 population sans doubles comptes, nadien Population Municipale
Op 1 januari 2022 had Côtes-d'Armor 609.598 inwoners.

### De 10 grootste gemeenten in het departement
| Nr. | Gemeente       | Aantal inwoners (2022) |
| --- | -------------- | ---------------------- |
| 1   | Saint-Brieuc   | 44.607                 |
| 2   | Lannion        | 20.525                 |
| 3   | Lamballe-Armor | 16.911                 |
| 4   | Dinan          | 14.966                 |
| 5   | Plérin         | 14.527                 |
| 6   | Ploufragan     | 11.347                 |
| 7   | Loudéac        | 9.875                  |
| 8   | Trégueux       | 8.462                  |
| 9   | Langueux       | 7.947                  |
| 10  | Pordic         | 7.393                  |

## Afbeeldingen

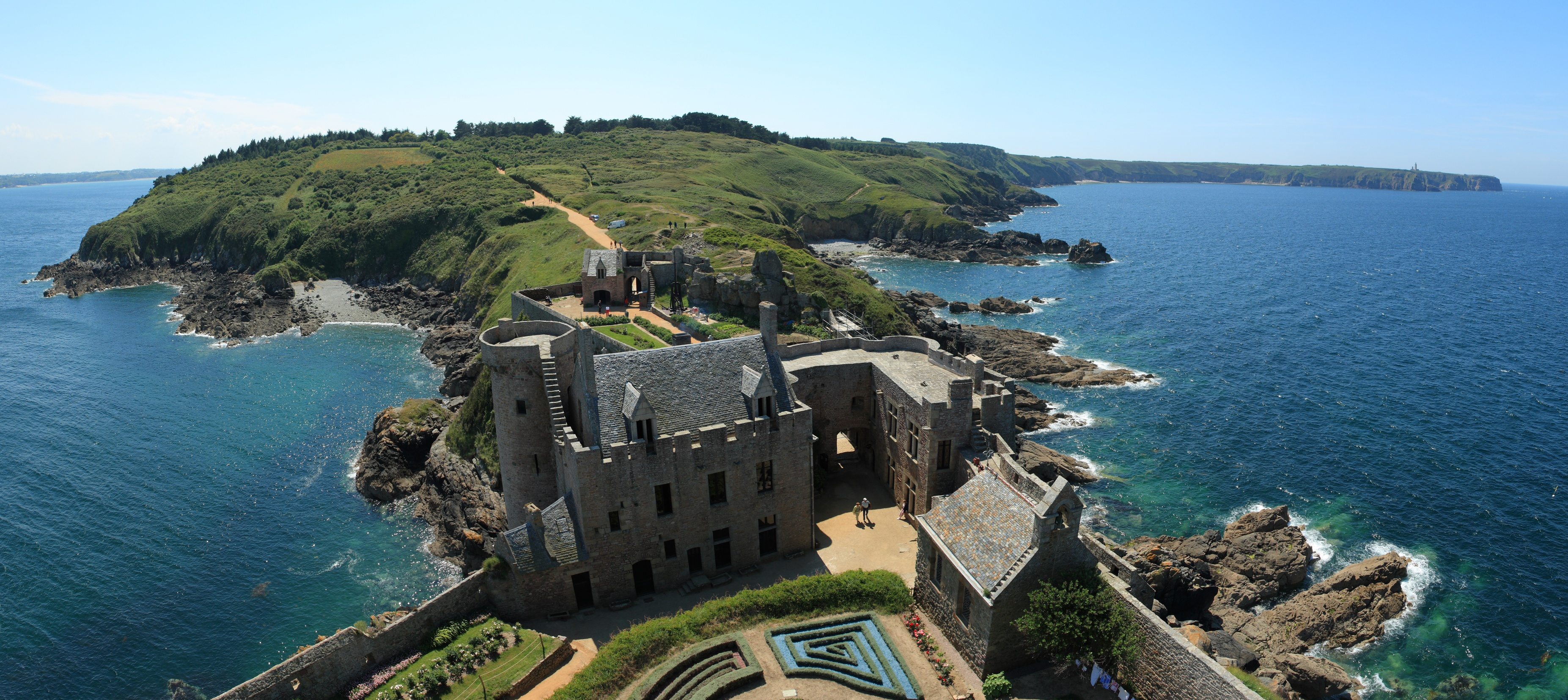
Fort La Latte
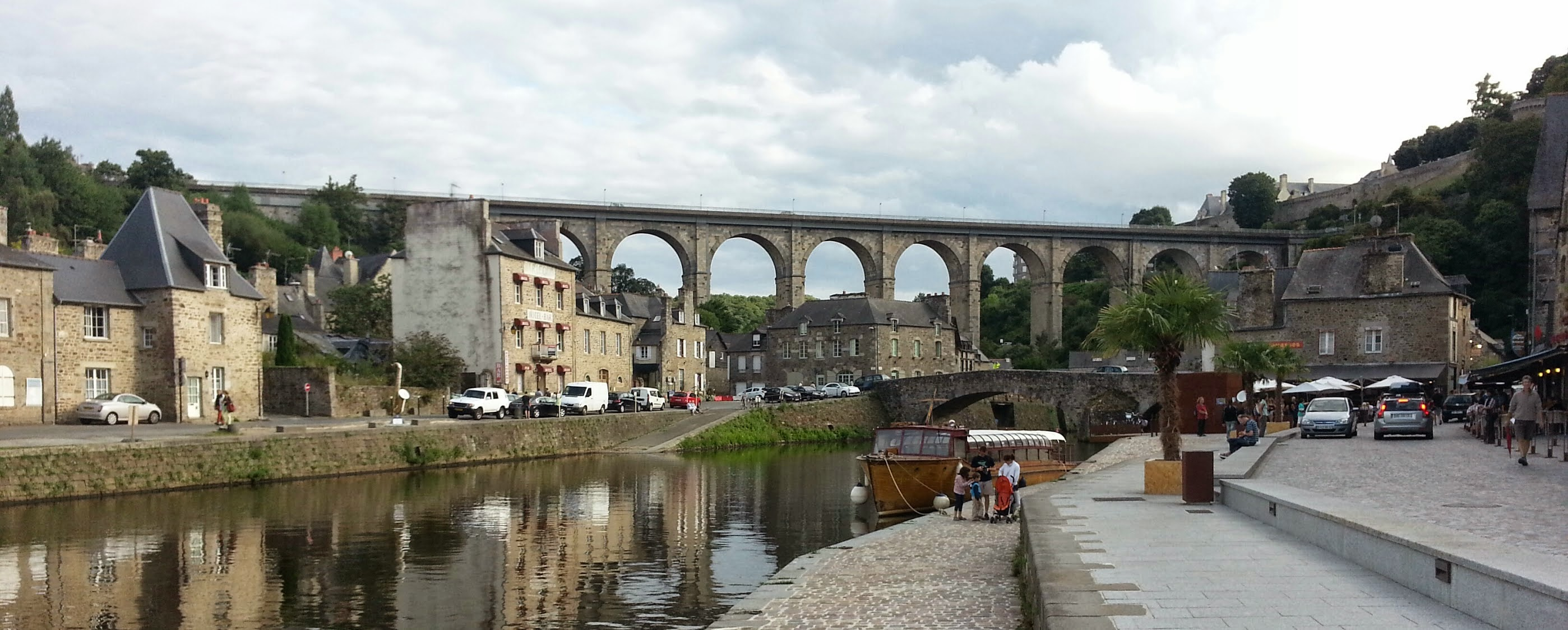
Dinan
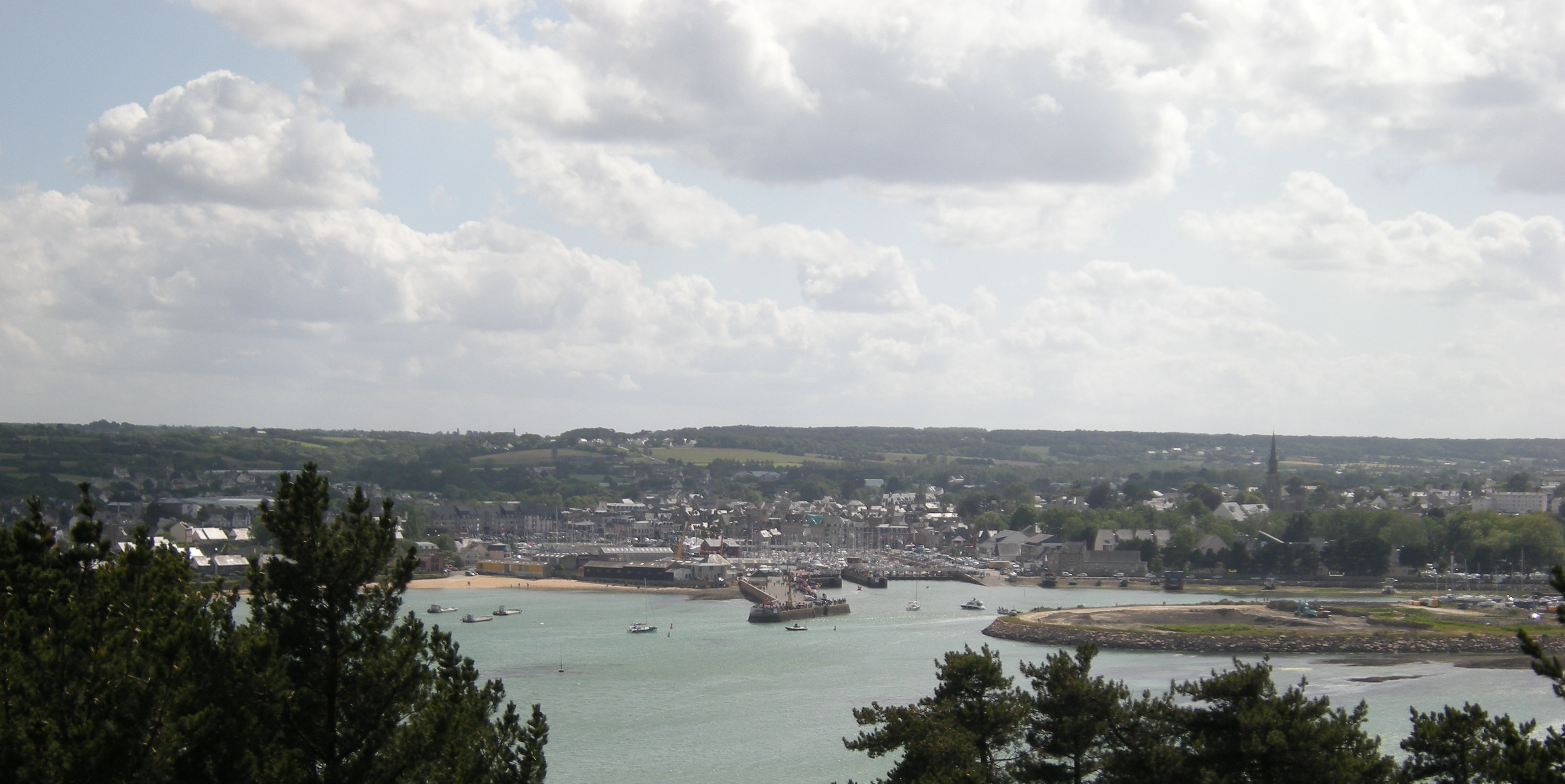
Paimpol
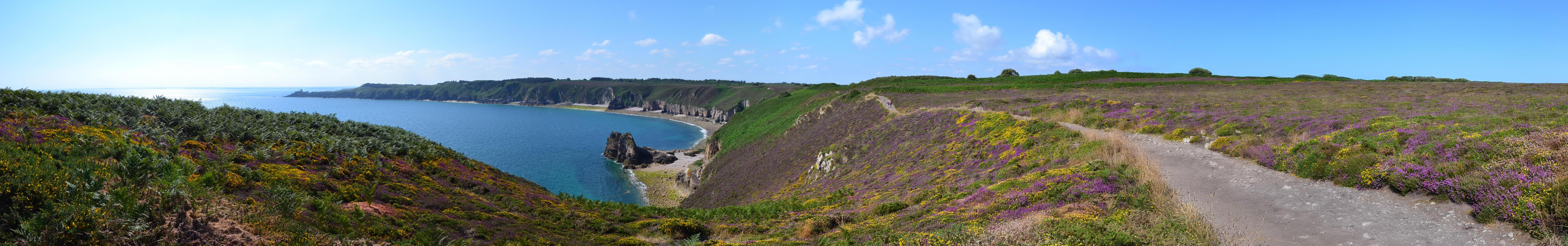
Bij Cap Fréhel op de E9